# Pogled
Der Pogled (serbisch-kyrillisch Поглед) ist die höchste Erhebung des Gebirges Mokra Gora. Er liegt im westlichen Teil des Gebirges unweit des Dreiländerecks Serbien–Kosovo–Montenegro. Über den Bergrücken verläuft die Grenze zwischen dem Kosovo und Serbien. Mit 2155 m. i. J. ist er der zweithöchste Berg in Zentralserbien.
Das Wort Pogled bedeutet auf Deutsch „Aussicht“, was sich auf den von seinem Gipfel aus möglichen guten Überblick auf das Prokletije-Massiv bezieht. Westlich schließt der Beleg (2006 m) an.